# Bunhwangsa
Bunhwangsa (literalmente "Templo Imperial Fragante") es un complejo de templos de la época del reino de Silla en Corea. Su construcción data del 634 bajo el mando de la  Reina Seondeok. Hoy en día, el templo es todavía utilizado por un pequeño grupo de fieles, pero en su apogeo el templo cubría varias hectáreas y fue uno de los cuatro principales templos del Reino de Silla utilizados por el estado para pedir la bendición de Buda. Las ruinas del templo Hwangnyongsa se encuentran en sus proximidades.
Bunhwangsa fue declarado Patrimonio de la Humanidad por la Unesco en el año 2000 como parte del conjunto patrimonial "Zonas históricas de Gyeongiu".